# Puketapu (Hawke's Bay)
Puketapu est une communauté rurale située dans le District de Hastings dans la région  de Hawke's Bay dans l’Île du Nord de la Nouvelle-Zélande.

## Situation
Il est localisé à l’ouest de la cité de Napier et au nord de la ville de Hastings.

## Marae
La communauté a  quatre maraes des Ngāti Kahungunu nommés :
- Le marae de Hamuera ou Moteo et la maison de rencontre de Rangimarie est lié aux Ngāti Hinepare (en) et les Ngāti Māhu (en).
- Le marae de Rūnanga et la maison de rencontre: Te Aroha  est un lieu de rassemblement des  Ngāi Te Ūpokoiri (en), Ngāti Hinemanu (en) et Ngāti Mahuika (en).
- Le marae de Timikara et la maison de rencontre de Te Whānau Pani est un lieu de rassemblement des Ngāti Hinepare (en) et Ngāti Māhu (en).
- Le marae de Wharerangi et la maison de rencontre de Te Matehou est une zone de rencontre des  Tāwhao (en) et Ngāti Hinepare (en)[1],[2].

En octobre 2020, le Gouvernement a attribué une somme de 6020910  $à partir du fond de croissance provincial (en) pour mettre à niveau un groupe de 18 maraes, incluant les 4 maraes de Puketapu. 
Le financement fut espéré pouvoir ainsi créer 39 postes de travail.

## Éducation
- L’école de Puketapu est une école primaire, publique, mixte[4] avec un effectif de 256 élèves en mars 2021[5].